# Década de 380
Séculos: (Século III - Século IV - Século V)
Décadas: 330 340 350 360 370 - 380 - 390 400 410 420 430
Anos: 380 - 381 - 382 - 383 - 384 - 385 - 386 - 387 - 388 - 389